# Elysium (album av Stratovarius)
Elysium är det finska power metal-bandet Stratovarius trettonde studioalbum, utgivet i januari 2011 på earMUSIC samt i Japan på Victor. Albumet föregicks av EP:n Darkest Hours, som släpptes i november 2010.
Musikvideor spelades in till "Under Flaming Skies" och "Event Horizon".
Elysium nådde plats 1 på den finska topplistan och plats 38 på den tyska.
Albumet var bandets sista med mångårige trummisen Jörg Michael.

## Låtlista
1. "Darkest Hours" – 4:11
2. "Under Flaming Skies" – 3:52
3. "Infernal Maze" – 5:33
4. "Fairness Justified" – 4:21
5. "The Game Never Ends" – 3:54
6. "Lifetime in a Moment" – 6:39
7. "Move the Mountain" – 5:34
8. "Event Horizon" – 4:24
9. "Elysium" – 18:07

Bonusspår på den japanska utgåvan
1. "Castaway" – 4:40
2. "Darkest Hours" (Demo) – 4:43
3. "Against the Wind" (Live) – 4:02
4. "Black Diamond" (Live) – 7:30

## Medverkande
Musiker
- Timo Kotipelto – sång
- Matias Kupiainen – gitarr
- Lauri Porra – basgitarr
- Jens Johansson – keyboard
- Jörg Michael – trummor

Bidragande musiker
- Perttu Vänskä – orkestrering
- Risto Kupiainen – programmering, orkestrering

Körsång
- Arzka Sievälä
- Jani Liimatainen
- Aleksi Parviainen
- Tipe Johnson
- Anssi Stenberg
- Hepa Waara

Produktion
- Matias Kupiainen – producent, inspelningstekniker, mixning
- Santtu Lehtiniemi – inspelningstekniker
- Kalle Keski-Orvola – inspelningstekniker, redigering
- Perttu Vänskä – inspelningstekniker, redigering
- Mikko Karmila – mixning
- Svante Forsbäck – mastering
- Gyula Havancsák – omslagskonst
- Sander Nebeling – layout
- Alex Kuehr – foto